# Gadira (bướm đêm)
Gadira là một chi bướm đêm thuộc họ Crambidae.

## Species
- Gadira acerella Walker, 1866
- Gadira leucophthalma (Meyrick, 1882)
- Gadira petraula (Meyrick, 1882)